# Strategus ajax
Strategus ajax är en skalbaggsart som beskrevs av Olivier 1789. Strategus ajax ingår i släktet Strategus och familjen Dynastidae. Inga underarter finns listade i Catalogue of Life.